# 후톤
〈후톤〉(蒲團)은 다야마 가타이의 소설이다. 그의 출세작이자 자연주의 소설의 대표작이라 할 수 있다. 그가 한 여성에게서 느낀 사랑의 감정을 사실 그대로 쓴 것으로서 허구가 없이 사실을 객관적으로 묘사함으로써 새로운 소설형식을 수립했다. 이후 이 방법은 일본 근대문학|에 결정적인 영향을 주었다.